# Sun Jat-sen
Sun Jat-sen (ur. 12 listopada 1866 w Xiangshan, zm. 12 marca 1925 w Pekinie) – chiński polityk i rewolucjonista, przywódca i twórca Kuomintangu. Teoretyk chińskiego socjalizmu. Uznawany za twórcę nowoczesnych i demokratycznych Chin. Odegrał znaczącą rolę w obaleniu rządów mandżurskiej dynastii Qing. Pierwszy, tymczasowy prezydent Republiki Chińskiej, w późniejszym okresie pozostawał de facto głową państwa. W Chińskiej Republice Ludowej określany jest jako „prekursor rewolucji demokratycznej”, a w Republice Chińskiej na Tajwanie jako „Ojciec Narodu”.
Sun uważany jest za jednego z największych przywódców współczesnych Chin. Po sukcesie rewolucji szybko znalazł się poza rządem nowo powstałej Republiki Chińskiej. Sun nie skonsolidował władzy, a jego partia po jego śmierci podzieliła się na dwie frakcje. Sun opracował filozofię polityczną znaną jako Trzy zasady ludowe – nacjonalizm, demokracja i rząd ludowy (socjalizm).

## Życiorys

### Wczesny okres życia, rodzina, pobyt na Hawajach

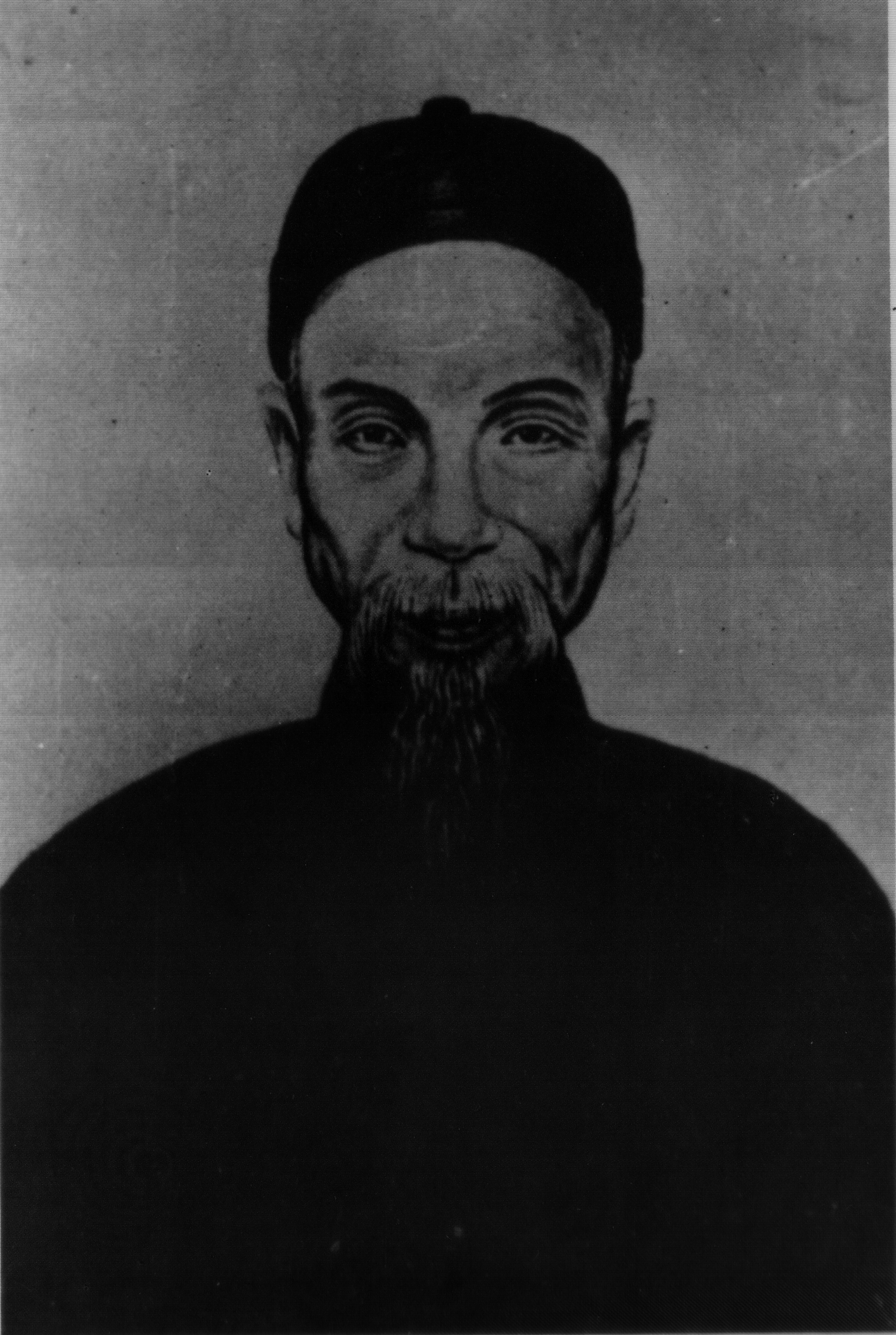
Ojciec Sun Jat-sena – Sun Dacheng

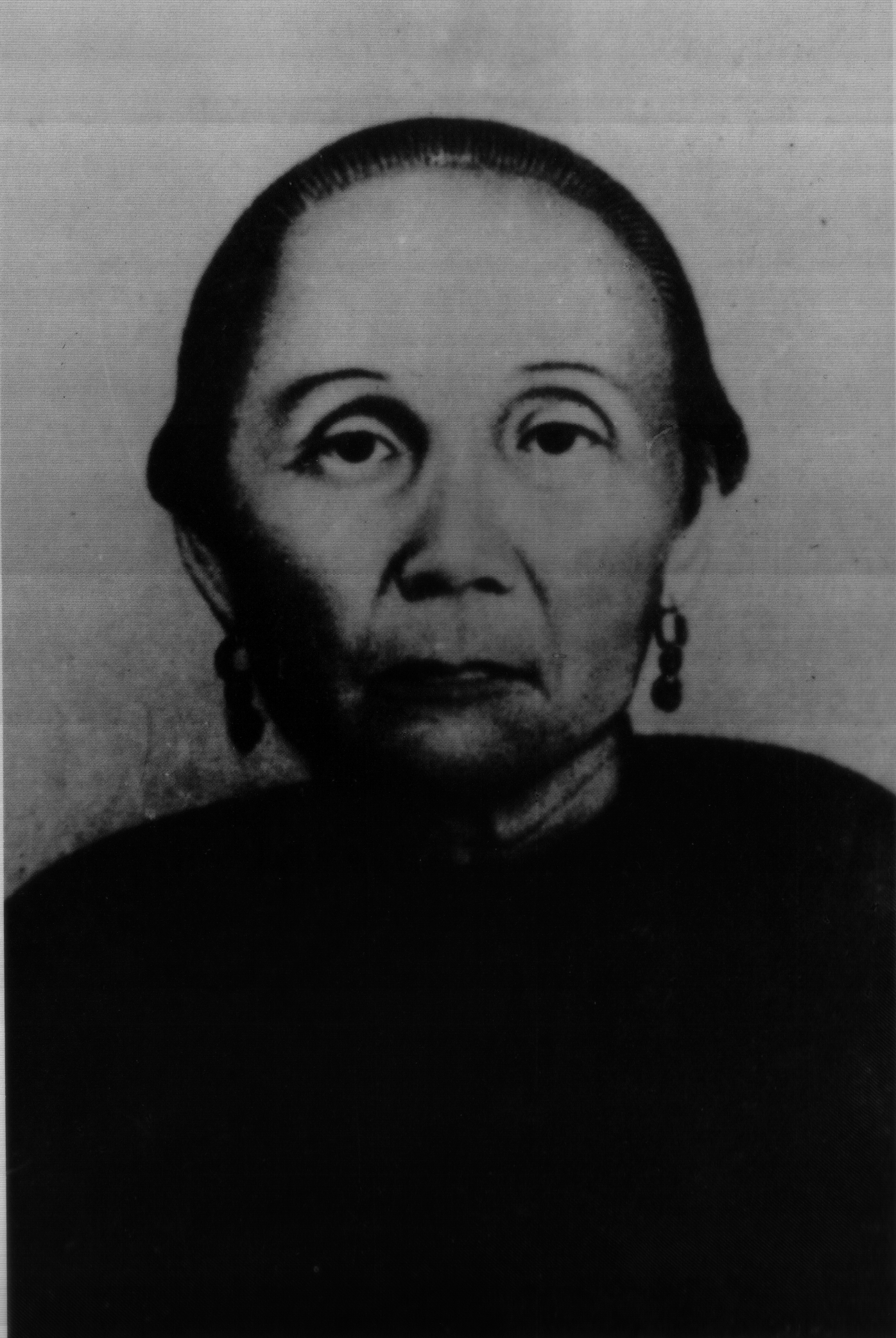
Matka Sun Jat-sena

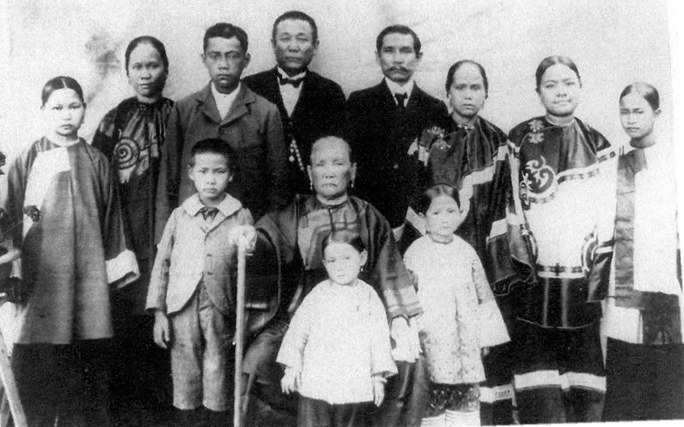
Rodzina Sun

Urodził się 12 listopada 1866 roku w rodzinie biednych rolników w wiosce Cuiheng w powiecie Xiangshan (obecna prowincja Guangdong). Jego rodzina należała do grupy etnicznej Hakka.
W wieku dziesięciu lat rozpoczął naukę w szkole podstawowej. W 1879 roku został ściągnięty na Hawaje przez swojego starszego brata Sun Meia, który wyemigrował na wyspy w poszukiwaniu pracy. Zamieszkał w skromnym majątku brata w Honolulu. W Honolulu spotkał późniejszego rewolucjonistę Lu Haodonga.
Po ukończeniu szkoły podstawowej rozpoczął naukę w college’u ʻIolani School, gdzie uczył się języka angielskiego, historii Wielkiej Brytanii, matematyki, przyrody i religii chrześcijańskiej. Początkowo z trudnościami posługiwał się angielskim, jednak uczył się języka tak szybko, że otrzymał nagrodę za wybitne osiągnięcia od hawajskiego króla Kalākaua. Edukację w college’u ʻIolani School zakończył w 1882 roku. Następnie przez jeden semestr uczęszczał do Oahu College (obecnie znany jako Punahou School).
W 1883 roku został odesłany do Chin przez brata, który obawiał się zbytniego zainteresowania chrześcijaństwem które wykazywał Sun.
W świątyni Beijidian w Cuiheng, Sun spotkał Lu Hao, przyjaciela z okresu jego pobytu na Hawajach. Hao i Sun przewrócili posąg przedstawiający boga-cesarza, tym samym narażając się na gniew wieśniaków, a Sun musiał uciekać do Hongkongu. Jeszcze w tym samym roku dostał się do Hongkongu, gdzie rozpoczął studia w Diecezjalnej Szkole Chłopięcej. Od 1884 do 1886 roku edukował się w Centralnej Szkole Rządowej (później znanej jako College Królowej), w tym samym roku poślubił Lu Muzhen, która została wybrana przez jego rodziców. Ze związku tego miał trójkę dzieci: syna i dwie córki.
W 1884 albo w 1885 roku w czasie studiów medycznych w Hongkongu został ochrzczony przez amerykańskiego misjonarza. Uczęszczał do kościoła Tsai, założonego w 1888 roku przez brytyjską organizację misyjną London Missionary Society. Sun widział w rewolucji zjawisko podobne do misji zbawienia w kościołach chrześcijańskich, jego nawrócenie na chrześcijaństwo wpłynęło na jego rewolucyjne idee. W późniejszym czasie został ojcem chrzestnym pisarza science-fiction Paula Linebargera (piszącego pod pseudonimem Cordwainer Smith).

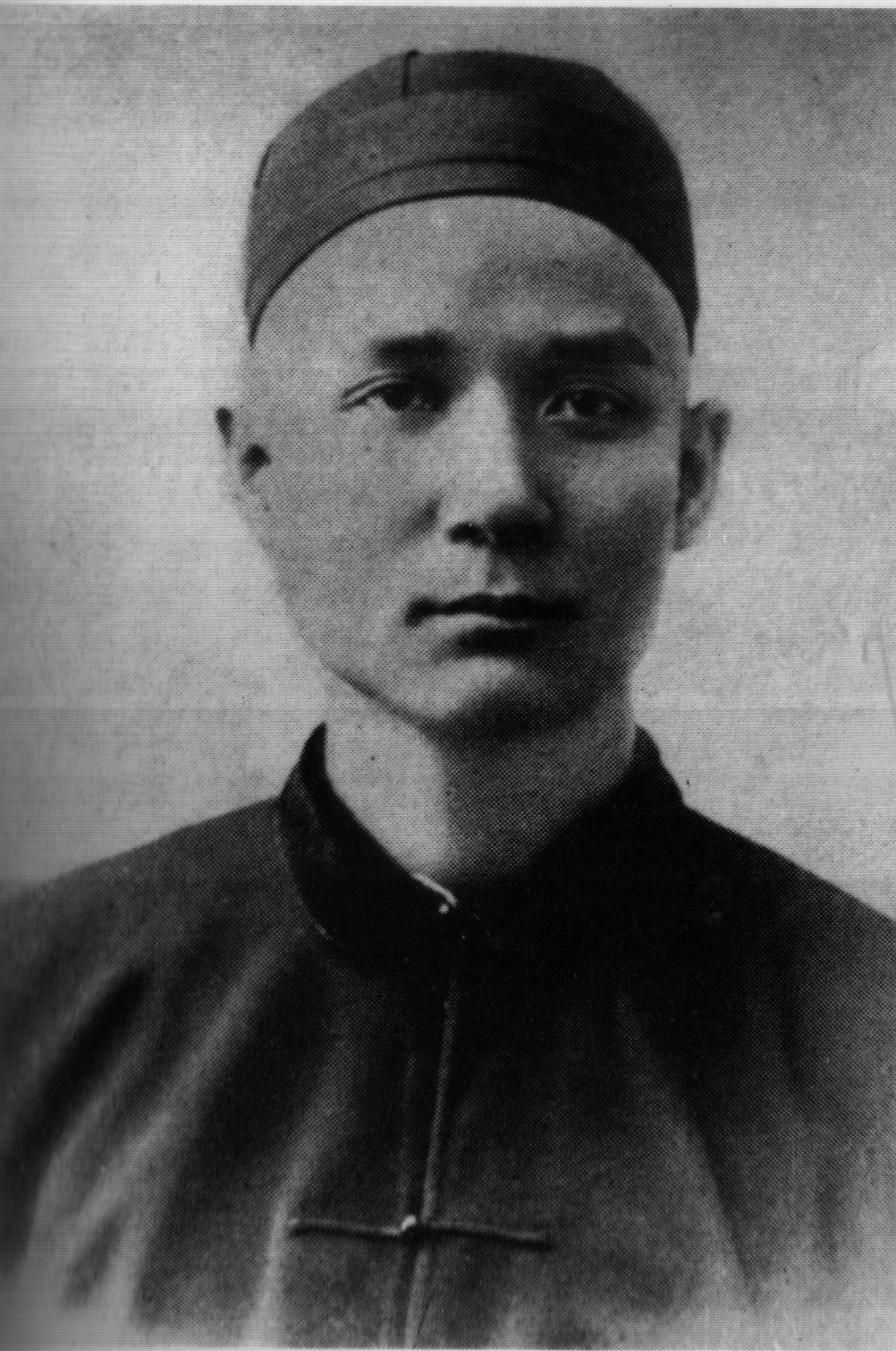
Sun Jat-sen w wieku 17 lat

Po odbyciu kolejnej podróży na Hawaje w 1886 roku wstąpił do szkoły medycznej w Kantonie, prowadzonej przez chrześcijańskiego misjonarza Johna Glasgowa Kerry’ego. Później przeniósł się do college’u medycznego w Hongkongu, który ukończył w roku 1892, w swojej dwunastoosobowej grupie był jednym z dwóch studentów, którzy zdobyli licencjat.

### Wczesna działalność opozycyjna

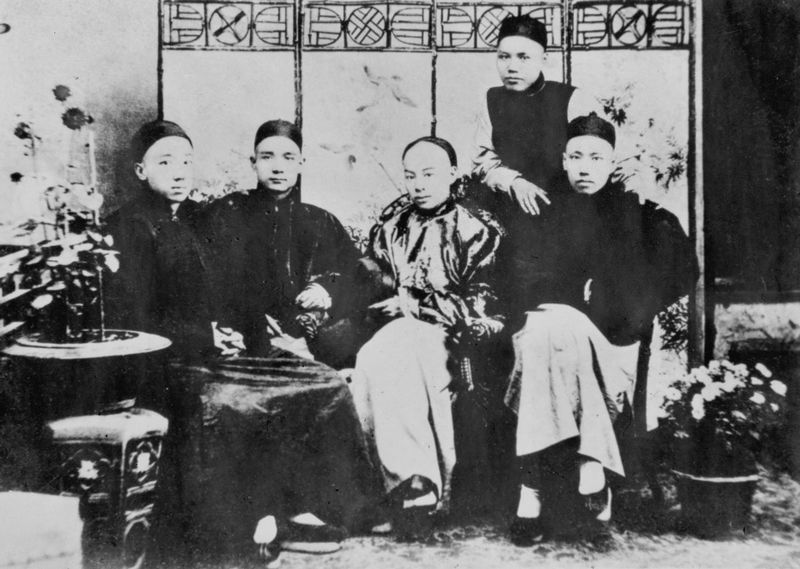
Czterej bandyci

Mimo tego, że nie odebrał żadnego przygotowania, które mogłoby być mu pomocne w rozpoczęciu kariery politycznej, zaczął się interesować sprawami wewnętrznymi kraju, który pod koniec XIX w. coraz bardziej pogrążał się w nieładzie i bezradności wobec obcych mocarstw, które miały praktycznie wolną rękę w Chinach. Około 1888 roku związał się z hongkońską grupą rewolucjonistów zwanych jako Czterej Bandyci.
W 1891 roku skontaktował się z Yeung Ku-wanem, który był liderem i założycielem Towarzystwa Literackiego Furen – grupy szerzącej idee obalenia dynastii Qinq. W 1894 roku wystosował 8000 petycji do Li Hongzhanga – gubernatora prowincji Hebei, w których przekazał mu swoje pomysły na modernizację kraju. Odpowiedź jaką otrzymał, była dalece niesatysfakcjonująca, bo sprowadzała się w gruncie rzeczy do mglistego poparcia dla propozycji powołania stowarzyszenia, zrzeszającego rolników. Wkrótce wyjechał do Tianjinu, aby osobiście przedstawić petycje Li, który jednak nie udzielił mu audiencji.
W 1894 r. rezygnuje z praktyki lekarskiej, prowadzonej w Kantonie i przybywa na północ kraju. Po nieprzyjemnym doświadczeniu związanym z Li, Sun zwraca się w stronę metod rewolucyjnych. W październiku 1894 r. Sun po raz kolejny wyruszył na Hawaje i powołał tam antyfeudalny Związek Odrodzenia Chin (Xīngzhōnghuì). Organizacja ta stała się poprzednikiem tajnych grup rewolucyjnych, którymi później kierował Sun Jat-sen. Początkowo do Związku Odrodzenia Chin wstęp mieli tylko przedstawiciele niższych klas społecznych (chłopi, urzędnicy, rzemieślnicy), którzy pochodzili głównie z rodzinnej prowincji Suna – Guangdong.
Jeszcze w tym samym roku hongkońska sekcja Związku Odrodzenia Chin zostaje połączona z Towarzystwem Literackim Furen. Sun został sekretarzem zjednoczonej organizacji, natomiast Yeung Ku-wan jej przewodniczącym. Organizacja prowadziła w Hongkongu podziemną działalność pod nazwą „Spółka Qianheng”

### Na wygnaniu

#### Działalność w krajach zachodnich
W 1895 r. Chiny odniosły upokarzającą porażkę w wojnie z Japonią, w wyniku której cesarstwo przeżywało poważny kryzys. Wśród intelektualistów pojawiły się dwa typy reakcji – jedna z grup uważała, że dynastia Qing może przywrócić Chinom chwałę poprzez modernizację państwa, zdaniem tej frakcji obalenie dynastii spowodowałoby w kraju chaos i uzależnienie kraju przez imperialistów. Przedstawicielami tej frakcji byli Kang Youwei i Liang Qichao, którzy zainicjowali reformy zwane „stoma dniami reform”. W opozycji do lojalistów pozostawali Sun Jat-sen i m.in. Zou Rong, działacze ci dążyli do rewolucji która obali system dynastyczny i zastąpi go nowoczesnym państwem narodowym w formie republiki.
Plan 100 dni reform zainicjowany przez lojalistów okazał się porażką. Biorąc to za dobrą monetę Sun udał się do Hongkongu i przygotowywał tam spisek, mający na celu przygotowanie powstania w Kantonie. Powstanie miało wybuchnąć w drugą rocznicę utworzenia Związku Odrodzenia Chin w dniu 26 października 1895 roku. Jednakże plan ostatecznie nie powiódł się, siedemdziesięciu inicjatorów powstania, w tym Lu Haodong, zostało schwytanych, a Sun musiał się udać na trwające 16 lat wygnanie.
Według chińskiego historyka, Lee Yun-Pinga, na skutek cesarskiej ustawy z 1882 roku która w praktyce zablokowała mu możliwość podróżowania do USA, aby dostać się do Stanów Zjednoczonych potrzebował wizy. Przy pierwszej próbie dostania się na terytorium USA został aresztowany, areszt opuścił po 17 dniach. W marcu 1904 roku uzyskał certyfikat według którego miał on się urodzić 24 listopada 1870 roku na Hawajach. Według amerykańskich dokumentów, Sun miał obywatelstwo amerykańskie, a do Chin przeniósł się wraz z rodziną w wieku 4 lat, a na Hawaje powrócił 10 lat później.
Początkowo ukrywał się w Europie, Stanach Zjednoczonych i Kanadzie. Na miejscu organizował pomoc finansową dla chińskich grup rewolucyjnych. W 1896 r. w niejasnych okolicznościach Sun został pojmany przez służby specjalne i był przetrzymywany przez 13 dni przez chińskie poselstwo w Londynie. Prawdopodobnie został rozpoznany przez swojego krajana z Kantonu (będącego w rzeczywistości cesarskim pracownikiem dyplomatycznym). Odwiedzał go pod przybranym nazwiskiem, jednak został rozpoznany i aresztowany. Cesarskie służby specjalne planowały go zabić, na przeszkodzie tym planom stanęło uzyskanie przez Sun Jat-sena poparcia brytyjskiego pracownika chińskiego poselstwa, za pomocą którego udało się mu porozumieć z byłym dziekanem uczelni medycznej w Hongkongu, Jamesem Cantliem. Następnie w jego sprawie interweniowało brytyjskie Ministerstwo Spraw Zagranicznych, które wpłynęło na niego. Cała sprawa stała się bardzo głośna, Sun został w Wielkiej Brytanii okrzyknięty mianem bohatera a cała sytuacja nadała karierze politycznej Sun Jat-sena wielkiego przyśpieszenia.
James Cantlim utrzymywał, że przez całe życie przyjaźnił się z Sunem. Później napisał on biografię wczesnego okresu życia Suna.

#### W Japonii
Po spędzeniu kilku miesięcy na poznawaniu zbiorów British Museum, Sun udał się przez Kanadę do Japonii, gdzie przybył w lipcu 1897 r. Na miejscu zaprzyjaźnił się z demokratycznym rewolucjonistą Tōtenem Miyazaki, który udzielił mu wsparcia finansowego. Miyazaki o Sunie dowiedział się po incydencie londyńskim i zamierzał pomóc Sunowi w jego działalności politycznej. Miyazaki przedstawił swojego chińskiego protegowanego wielu wpływowym osobistościom, takim jak Shigenobu Ōkuma, Soejima Taneomi i Inukai Tsuyoshi. Od niektórych z nich Sun miał otrzymywać w przyszłości wsparcie zarówno polityczne, jak i finansowe. Część japońskich rewolucjonistów nawiązała współpracę z Sunem ze względu na panazjatyckie motywacje i niechęć do zachodniego imperializmu.
Na wygnaniu poznał Filipińczyka Mariano Ponce, przyszłego dyplomatę Pierwszej Republiki Filipin. Sun wraz z Poncą negocjował pomoc Japońskiej Armii Cesarskiej dla rewolucjonistów filipińskich, a następnie dla Pierwszej Republiki Filipin broniącej niepodległości przed agresją Stanów Zjednoczonych. Sun wspierając filipiński ruch niepodległościowy miał nadzieję na to, że naród zdobędzie niezależność, a archipelag Filipin stanie się miejscem postoju regionalnych ruchów rewolucyjnych. Jego marzenia legły po tym, gdy w lipcu 1902 roku po blisko trzyletniej obronie, wojska Pierwszej Republiki Filipin przegrały wojnę z Amerykanami, a kraj ponownie stał się kolonią.
Do realizowania podróży zagranicznej i uzyskiwania wsparcia finansowego wykorzystywał organizację „Społeczeństwo Niebo i Ziemia” (Tiandihui).

### Zamieszki w Chinach (1900)
W czasie zamieszek w Chinach w 1900 r. brał udział w tajnym porozumieniu z Henrym Blake’em – brytyjskim gubernatorem Hongkongu i ważną chińską osobistością tej kolonii – Ho Kaiem. Jego celem było przekonanie Li Hongzhanga do zerwania podległości od mandżurskiej dynastii Qing. Na zaproszenie sztabu Li, Sun wybrał się do Hongkongu, jednak obawiając się podstępu, nie zszedł na ląd. W jego imieniu na rozmowy udali się Miyazaki i dwóch innych Japończyków. Spotkanie nie przyniosło żadnych rezultatów.
Wcześniej Sun Jat-sen wyrobił sobie kontakty z tajnymi stowarzyszeniami w Guangdongu. Siły te wszczęły walkę w Huizhou w dniu 22 października. Sun zaapelował do lokalnych triad o pomoc w walce przeciwko reżimowi. Powstanie było jedną z 10 kampanii, których wywołanie przypisywał sobie Sun. Powstanie to jednak zostało stłumione po 12 dniach walki. W powstaniu udział wziął Japończyk Miyazaki, który napisał sprawozdanie z walk w wydanej w 1902 roku książce zatytułowanej „33 lata marzeń” (三十三年之梦).

### Założenie Ligi Związkowej
Rok 1903 okazał się być punktem zwrotnym w życiu Sun Jat-sena. Od tego bowiem momentu do jego zwolenników zaczęli przystępować członkowie lepiej wykształconych i bardziej zamożnych warstw społeczeństwa. Na tę zmianę złożyły się głównie dwa czynniki: pierwszym był stopniowy upadek dynastii Qing, a drugim działalność propagandowa prowadzona z chińskich ośrodków emigracyjnych w Japonii. Sun Jat-sen stał się szczególnie popularny wśród chińskich studentów studiujących za granicą. W 1904 r. udało się mu założyć kilka komórek konspiracyjnych w Europie.
W 1904 roku przedstawił swój program polityczny, który obejmował przepędzenie tatarskich barbarzyńców [Mandżurów], odbudowę Chin, ustanowienie republiki i równą parcelację ziemi. Postulaty te wpłynęły na późniejszą filozofię polityczną zwaną Trzema zasadami ludowymi. Trzy zasady obejmowały nacjonalizm (Minzu, 民族), demokrację (Minquan, 民权) i ludowładztwo (Minsheng, 民生).
W 1905 r. został przywódcą koalicji rewolucyjnej – Ligi Związkowej (Tongmenghui), założonej w Tokio. Liga Związkowa oficjalnie powstała w dniu 25 sierpnia 1905 roku, stanowiła ona koalicję kilku studenckich grup rewolucyjnych skupiających chińskich emigrantów, celem Ligi było finansowe wspieranie antyreżimowych powstań w kraju. W ciągu 1906 roku liczba członków Ligi osiągnęła 963 osoby. Przez następne trzy lata Liga prowadziła aktywną działalność propagandową, głównie poprzez swój „Dziennik Związkowy” (Min bao).
W tym czasie zaczęły się też piętrzyć przed Sunem pierwsze trudności. Przede wszystkim Liga pozostawała organizacją o dosyć luźnej strukturze organizacyjnej, a poszczególni jej członkowie dysponowali w swojej działalności dużą swobodą. Co gorsze wszystkie spiski i powstania organizowane przez Suna kończyły się porażką. Członkowie Ligi zaczęli coraz bardziej powątpiewać w możliwość odniesienia sukcesu, oprócz tego zaczęły maleć zewnętrzne wpływy finansowe. W wyniku nacisków wywieranych przez dynastię Qing, inne państwa zaczęły unikać kontaktów z Sun Jat-senem. W 1907 r. rząd Japonii wręczył mu pewną sumę pieniędzy i poprosił o opuszczenie kraju. Rok później, w Indochinach Francuskich, gdzie jego organizacja zawiązała kilka spisków, zakazano mu całkowicie wjazdu. Hongkong, tak jak i kilka innych terytoriów, pozostawał poza jego zasięgiem.

#### Militarne starcia z siłami Qingów
1 grudnia 1907 roku poprowadził do walki wojska rewolucyjne, które starły się z lojalistami Qing na przełęczy Przyjaźni (granica Guangxi i Wietnamu). Powstanie zostało stłumione po siedmiu dniach.
W 1907 roku wybuchły kolejne cztery antymandżurskie powstania, w tym rebelia w Chaozhou, powstanie siedmiu kobiet nad jeziorem Huzhou i powstanie w Qinzhou.
W 1908 roku miały miejsce dwa kolejne powstania – w Hekou i w Qinlian.

#### Walka o władzę w Lidze Związkowej
Ze względu na militarne niepowodzenia okresu przywództwa Suna, grupa działaczy Ligi dążyła do usunięcia go ze stanowiska lidera. W Tokio w okresie 1907–1908 działała Guangfuhui, skupiająca działaczy niechętnych względem Suna. Sun został skrytykowany w ulotce o nazwie „Deklaracja czynów przestępczych Sun Jat-sena autorstwa rewolucjonistów z Azji Południowo-Wschodniej”. Autorami publikacji byli Tao Chengzhang i Zhang Binglin, ulotka była drukowana i rozpowszechniana przez reformatorskie gazety, m.in. Nanyang Zonghui Bao. Celem Tao i Zhanga była dyskredytacja Sun jako lidera ruchu – został on przedstawiony jako działacz który od walki rewolucyjnej woli bogacenie się poprzez spekulacje finansowe.
W obliczu kampanii skierowanej przeciwko Sunowi, obóz rewolucyjny podzielił się na jego zwolenników i przeciwników. Sam zainteresowany publicznie odpierał oskarżenia i konsekwentnie negował plotki, według których miał się kierować wyłącznie chęcią zysku.

#### Ponowna podróż po Europie
W tych niesprzyjających okolicznościach Sun Jat-sen spędził lata 1910–1911 na podróżach po Europie i Stanach Zjednoczonych. Do Azji wrócił na krótko w czerwcu 1910 r., na zachód wyruszył znowu w grudniu, gdzie spotkał się z kilkoma czołowymi rewolucjonistami. Na spotkaniach tych ustalono między innymi, że należy podjąć ostateczną próbę opanowania Kantonu. Tym razem udało się zebrać pewne fundusze w Stanach Zjednoczonych i w Kanadzie. „Powstanie 27 kwietnia” w Kantonie (znane też jako „rewolucja 29 marca”, z powodu daty w chińskim kalendarzu), zakończyło się też jak poprzednie ruchy klęską. W tym momencie sukces rewolucji wydawał się bardziej odległy niż kiedykolwiek.
Pomoc przyszła jednak z najbardziej nieoczekiwanej strony, mianowicie od samej dynastii Qing. Dwór cesarski od 1901 r. zaczął przeprowadzać szereg reform. Unowocześniono m.in. armię, zniesiono tradycyjne egzaminy urzędnicze do służby cywilnej, zreorganizowano strukturę administracji, wprowadzono nowoczesne szkolnictwo. Jednak bardziej wykształcone klasy społeczne były coraz bardziej niezadowolone z tempa przemian, a dwór coraz bardziej tracił kontrolę nad sytuacją.

#### Działalność na Malajach
Rozgłos i popularność Suna dotarły poza rejon określany mianem Wielkich Chin, jego filozofia szczególną popularność zdobyła w Azji Południowo-Wschodniej, nazywanej przez Chińczyków Nanyang. Dużą popularnością cieszył się wśród chińskich społeczności na Malajach (współczesne Malezja i Singapur). W Singapurze spotkał on się z lokalnymi kupcami pochodzenia chińskiego – Teo Eng Hockem, Tanem Chor Namem i Limem Nee Soonem. Kupcy zapewnili Lidze Związkowej wsparcie, a 6 kwietnia 1906 roku (niektóre źródła podają, że sekcja powstała pod koniec 1905 roku) w Singapurze powstała sekcja Ligi Związkowej.
Na pewien czas przeniósł się do Singapuru i zamieszkał w tamtejszej wilii znanej jako Wan Qing Yuan. Do tego miasta przeniesiono również siedzibę Ligi Związkowej. Na terenie całych Malajów zainicjował otwieranie klubów czytelniczych, w których publicznie odczytywano opowieści prasowe mające rozpowszechniać idee rewolucyjne wśród niepiśmiennej klasy niższej. 8 sierpnia 1910 roku powstał największy klub czytelniczy znany jako Wielka Biblioteka Chińska.
19 lipca 1910 roku siedzibę Ligi przeniesiono do Penangu. Miało to zmniejszyć efekty kampanii propagandowej wymierzonej w Suna. W grudniu 1910 roku w Penangu otworzył pierwszy chiński dziennik noszący nazwę Kwong Wah Yit Poh.

### Rewolucja 1911 roku

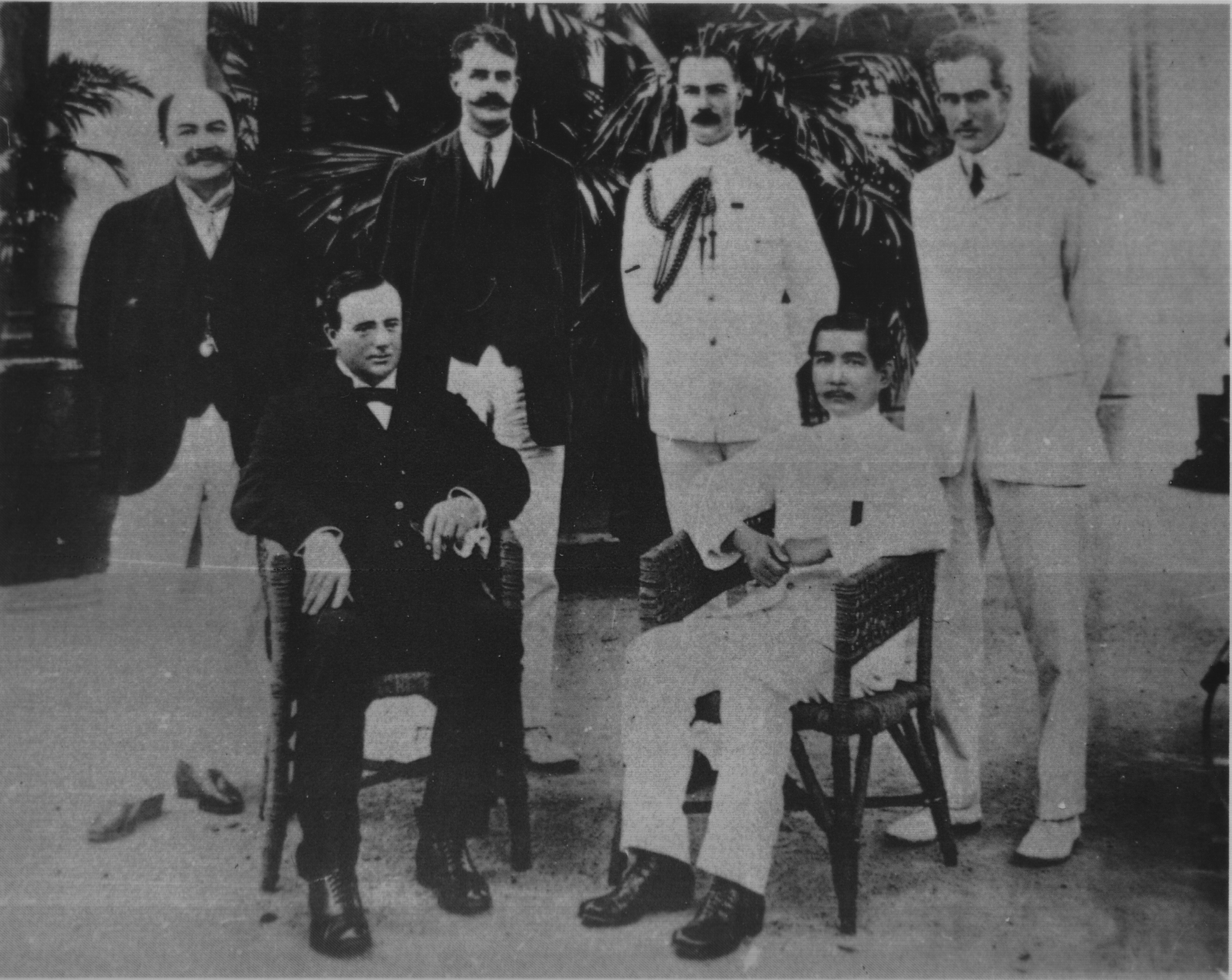
Sun Jat-sen podczas swojego pobytu w Hanoi

W 1910 roku podjął decyzję o szerszej finansacji powstańców walczących z Mandżurami, decyzję tę ogłosił 13 listopada na konferencji w Penangu. Kampania zbiórek finansowych objęła teren całego Półwyspu Malajskiego, łącznie udało się zebrać 187.000 dolarów hongkońskich.
27 kwietnia 1911 roku, rewolucjonista Huang Xing stanął na czele drugiego powstania w Guangzhou. Powstanie nie udało się, a w walkach zginęło najprawdopodobniej 72 rebeliantów. Obecnie powstańcy z Guangzhou uważani są w Chinach za męczenników.
W 1911 r. rząd cesarski zadecydował, że należy znacjonalizować kolej towarową. Decyzja ta wywołała gniew lokalnych przedsiębiorców. Przejawem tego niezadowolenia były walki, które wybuchły w prowincji Syczuan. Armia cesarska nie zdołała zapobiec rozrostowi ruchu powstańczego, co podkopało autorytet dworu. W październiku tego samego roku w Wuhanie wybuchło kolejne powstanie. Mimo początkowego braku koordynacji, rebeliantom udało się obalić lokalnego gubernatora. Na czele powstania stanął Huang. Ten sukces stał się prawdziwą iskrą zapalną, od której zajęły się inne części kraju, które odłączały się kolejno od cesarstwa. Powstanie przerodziło się w rewolucję Xinhai. W jej wyniku obalony został Puyi – ostatni cesarz w historii Chin. Dzień wybuchu rewolucji, 10 października, jest obecnie świętem państwowym Republiki Chińskiej.
O rozruchach w Wuhanie Sun dowiedział się podczas swojego pobytu w Denver w USA.

#### Kształtowanie się ustroju republikańskiego
21 grudnia Sun przyjechał do Szanghaju, a następnie w trakcie spotkania w Nankinie został wybrany na tymczasowego prezydenta. Wiceprezydentem został Li Yuanhong, a ministrem armii Huang Xing. Do Chin wraz z nim przybył amerykański wojskowy Homer Lea, który opowiedział się po stronie rewolucjonistów.
Sun porozumiał się z bardzo wpływowym cesarskim ministrem Yuan Shikaiem co do obalenia dynastii Qing i podziału władzy. 12 lutego 1912 r. cesarz formalnie abdykował. Następnego dnia Sun zrezygnował z zajmowanego stanowiska, a jego następcą został Yuan Shikai.
Sun wysłał telegramy do przywódców wszystkich prowincji, w których wezwał ich do organizacji wyborów do Zgromadzenia Narodowego Republiki Chińskiej. W maju 1912 roku zgromadzenie przeniosło się z Nankinu do Pekinu, a jego 120 członków wywodziło się z Ligi Związkowej i Partii Republikańskiej (na czele której stał Yuan Shikai). Już wówczas wielu stronników Suna zaczęło podejrzewać Yuana i Partię Republikańską o zapędy autorytarne.

### Walki między Kuomintangiem a Partią Republikańską
25 sierpnia 1912 roku, Liga Związkowa połączyła się z pozostałymi organizacjami antycesarskimi i utworzyła Kuomintang. Wybory 1912–1913 okazały się dla Kuomintangu wielkim sukcesem, partia zdobyła 296 z 596 mandatów w izbie niższej i 123 z 274 w wyższej.
We wrześniu 1912 r. Yuan mianował Suna dyrektorem generalnym ds. rozwoju kolei. Porozumienie pomiędzy przywódcami mogłoby trwać dalej. Stało się jednak inaczej. Mianowicie z polecenia Yuana zamordowany został twórca Kuomintangu Song Jiaoren. Wydarzenie to doprowadziło do wybuchu walki o władzę pomiędzy Sunem i Yuanem. W kraju doszło do drugiej rewolucji, w trakcie której Sun i wojska wierne Kuomintangowi próbowały obalić reżim Yuana.
Ostatecznie wygrał Yuan, a Sun musiał ratować się ucieczką do Japonii. Podczas tego pobytu szukał wsparcia japońskiego w zamian za udzielane obietnice przyznania szerokich koncesji w Chinach. W tym czasie opuściło go wielu dawnych towarzyszy, z których większość odmawiała złożenia przed nim przysięgi na wierność. Krytykowano go także za poślubienie Song Qingling – swojej sekretarki i córki przyjaciela – bez wzięcia rozwodu z pierwszą żoną.
W 1915 roku Yuan ogłosił przywrócenie w Chinach ustroju monarchicznego, a sam koronował się na cesarza. Sun wziął udział w wojnie między siłami republiki a wojskami cesarskimi (1915–1916), w trakcie której związał się z republikańskim Ruchem Obrony Konstytucji. Oprócz tego wspomógł rebelię Bai Langa skierowaną przeciwko rządom Yuana. Walki zewnętrzne zapoczątkowały w Chinach tzw. erę militarystów, w trakcie której rzeczywistą władzę w wielu rejonach Chin objęli lokalni watażkowie. W 1915 roku Sun napisał do II Międzynarodówki, aby ta wysłała do Chin zespół specjalistów który pomógłby w zjednoczeniu Chin i utworzeniu w nich pierwszej na świecie republiki socjalistycznej. W tym okresie pojawiło się wiele rozbieżnych propozycji przyszłości Chin, w okresie politycznego chaosu nowym prezydentem republiki ogłoszono jednocześnie Suna i Xu Shichanga.

### Po upadku reżimu Yuana

#### Walka o Kanton
W latach 1912–1927 w południowych Chinach działały trzy rządy – Tymczasowy Rząd Nankiński (1912), wojskowy rząd w Kantonie (1921–1925) i Rząd w Kantonie (a następnie w Wuhanie, 1925–1927). Rządy w południowych Chinach działały w opozycji do rządu pekińskiego na północy. Na północy Kuomintang został zdelegalizowany przez Yuana, a tymczasowym zamiennikiem partii była Chińska Partia Rewolucyjna.
W 1916 doszło upadku reżimu Yuana. W następnym roku Sun przybył z Szanghaju do Guangdongu, w celu zorganizowania ruchu przeciwko premierowi Duan Qiruiowi. Sun został w lipcu wybrany generalissimusem separatystycznego rządu, jednakże w połowie 1918 musiał zrezygnować z powodu utraty poparcia lokalnego watażki Lu Rongtinga. Wcześniej Lu zgodził się na objęcie przez Suna kontroli nad 20 batalionami gwardii, jeżeli siły te pozostaną poza Guangdongiem. Sun zaakceptował ten warunek i mianował Chen Jiongminga na dowódcę swoich oddziałów w Fujian. Po przekonaniu Chena do walki z Lu, Sunowi udało się wrócić na swoje dawne stanowisko na 16 miesięcy. Jednakże po zwróceniu się Chena przeciwko niemu, znowu musiał opuścić Szanghaj.
Kuomintang został restaurowany 10 października 1919, gdy Sun utworzył nowe ugrupowanie legitymujące się tą nazwą
Sunowi udało się przekonać wojska prowincji Yunnan i Guangxi do przejścia na jego stronę i z ich pomocą w 1921 odzyskać Kanton. W 1923 Sun sam mianował się generalissimusem nowych władz.

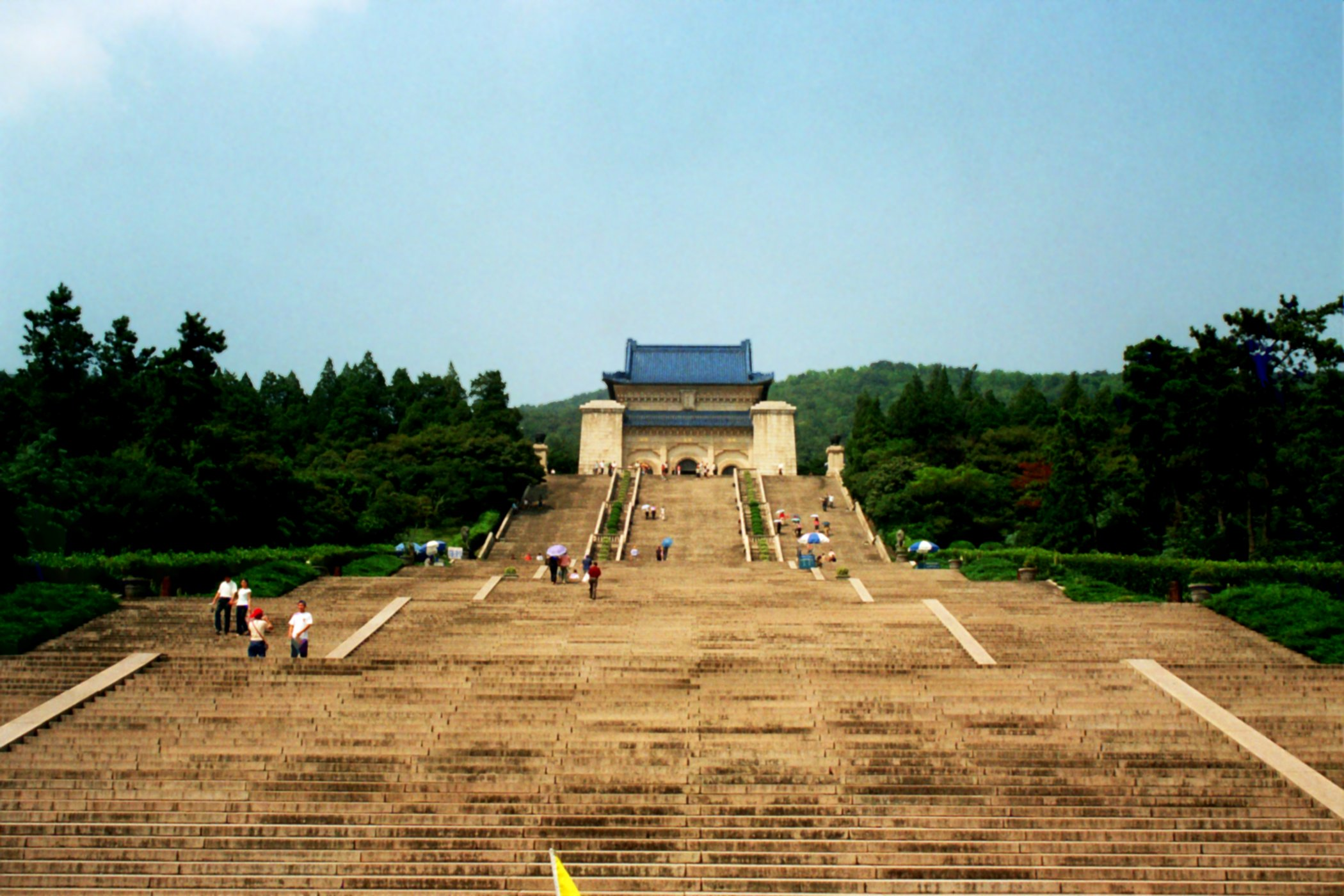
Mauzoleum Sun Jat-sena w Nankinie

#### Współpraca z Rosją Radziecką

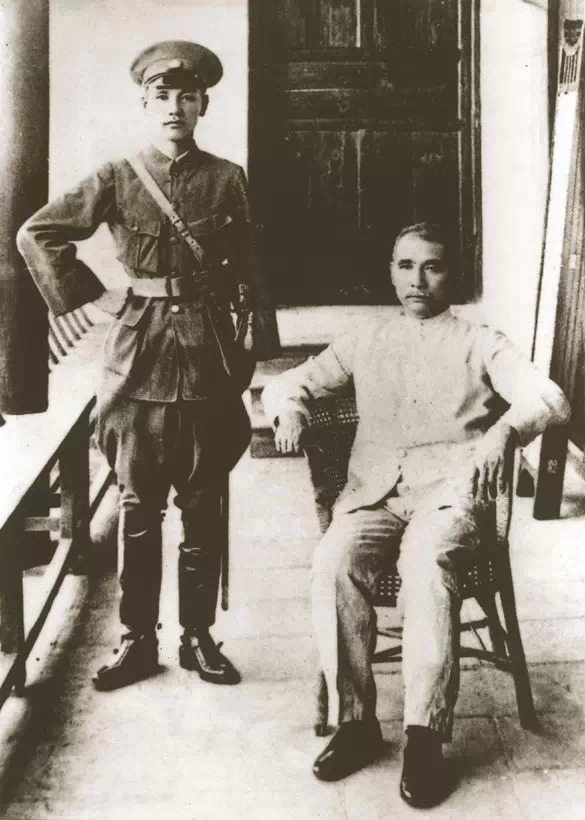
Sun i Czang Kaj-szek

W międzyczasie Sun po bezskutecznych próbach uzyskania pomocy zarówno od mocarstw zachodnich, jak i od Japonii zwrócił się ku ZSRR. Radziecki dyplomata Adolf Joffe odwiedził go w Szanghaju w 1922 i w 1923 r. Podczas ostatniego z tych spotkań ustalono, że system komunistyczny nie jest odpowiedni dla Chin, ponadto ZSRR zrzekł się jakichkolwiek roszczeń w stosunku do Mongolii Zewnętrznej. Umowa między rządem Suna a ZSRR została spisana w Manifeście Sun-Joffe ze stycznia 1923.
Oprócz tego po namowach dyplomatów radzieckich chińscy komuniści zdecydowali się na współpracę z Kuomintangiem.
W październiku 1923 r. Michaił Borodin, przedstawiciel Kominternu, przyjechał do Szanghaju i zdobył zaufanie Sun Jat-sena. Na początku 1924 r. Sunowi udało się zreorganizować i scalić Kuomintang w hierarchiczną strukturę, wzorowaną na partii bolszewickiej. Z mocy jego polecenia delegaci Kuomintangu wybrali do jego Komitetu Wykonawczego trzech przedstawicieli komunistów i zgodzili się na powołanie akademii wojskowej (na czele której stanął Czang Kaj-szek).
Włodzimierz Lenin pochwalił Suna za jego próby reform społecznych i walkę z obcym imperializmem. W odpowiedzi Sun nazwał Lenina „wielkim człowiekiem” i wysłał do Rosji gratulacje z okazji zwycięstwa rewolucji rosyjskiej.
Dzięki pomocy ZSRR, Sun rozwinął wojsko rządu południowego i zorganizował ekspedycję północną skierowaną przeciwko rządom północnym.
Mimo że działania te wzmocniły Kuomintang, w praktyce cały czas istniała znacząca wewnętrzna opozycja wobec władzy Suna.

#### Kształtowanie się ustroju społecznego i politycznego Chin
W lutym 1923 roku w trakcie spotkania ze Związkiem Studentów na Uniwersytecie Hongkońskim oświadczył, że rewolucja wprowadzi w mieście pokój, porządek i dobry rząd oraz zlikwiduje korupcję. W tym samym roku ogłosił Trzy zasady ludowe, które miały stać się fundamentem państwa. Sun w tej samej przemowie przedstawił również konstytucję kraju. Część mowy została wykorzystana w Hymnie Republiki Chińskiej.
W 1924 roku wraz z Songiem Ziwenem utworzył pierwszy w historii bank centralny – Kantoński Bank Centralny. Utworzenie banku było jednym z kluczowych elementów polityki gospodarczej Kuomintangu, który dążył do utworzenia w Chinach narodowego kapitalizmu i odrębnego systemu bankowego.
10 listopada 1924 roku w trakcie pobytu w Tiencinie wygłosił przemówienie, w którym wezwał do utworzenia Konferencji Narodowej Chińczyków. Wezwał do zniesienia wszystkich nierównoprawnych dla Chin traktatów z zachodnimi mocarstwami. Dwa dni później udał się do Pekinu na rozmowy o przyszłości kraju. W tym czasie jego stan zdrowia się pogorszył, a w kraju trwała wojna domowa między lokalnymi watażkami. Poparcie dla Suna wyraził m.in. lider chińskich muzułmanów, generał Ma Fuxiang. 28 listopada udał się do Japonii, gdzie wygłosił przemówienie na konferencji panazjatyckiej w Kobe.
Zmarł w wieku 58 lat w Pekinie w dniu 12 marca 1925 roku na raka wątrobowokomórkowego. Według tradycyjnego obrządku chińskiego jego szczątki umieszczono w Świątyni Lazurowych Obłoków – sanktuarium buddyjskim znajdującym się kilka kilometrów od Pekinu. Jego trumna została przeniesiona w 1929 r. do mauzoleum w Nankinie.

## Spuścizna

### Sytuacja w kraju po jego śmierci
Po jego śmierci wewnątrz Kuomintangu doszło do walki o władzę między jego młodym protegowanym, Czang Kaj-szekiem, a starym towarzyszem Suna z okresu rewolucyjnego – Wangiem Jingweiem. Stawką walki była możliwość jednoznacznego pretendowania do politycznej spuścizny Suna. W 1927 roku Czang Kaj-szek ożenił się z Song Meiling, siostrą Song Qingling – wdowy po Sunie. Mariaż ten umożliwił Czangowi przejęcie władzy w partii. W tym samym roku doszło do rozłamu między komunistami a nacjonalistami, każda z grup uważała się za prawdziwego dziedzica Suna. Rozłam zapoczątkował trwającą do 1949 roku chińską wojnę domową. Po stronie komunistów opowiedziała się Song Qingling. W latach 1959–1975 Song Qingling pełniła funkcję wiceprzewodniczącej Chińskiej Republiki Ludowej, a na krótko przed śmiercią w 1981 roku sprawowała funkcję Honorowego Przewodniczącego.

### Doktryna polityczna
Doktryna polityczna Sun Jat-sena zawiera się w sformułowanych przez niego „trzech zasadach ludowych”: nacjonalizmie, demokracji (albo „ludowładztwie”) i dobrobycie. Sun w dziedzinie ekonomii był gorącym zwolennikiem modernizacji i uprzemysłowienia kraju.

### Ojciec narodu
Dzięki swojej charyzmie i zdolności do znajdowania kompromisów jest uznawany za wielką osobistość, zarówno przez rządzących w Chinach kontynentalnych komunistów, jak i następców Czang Kaj-szeka na Tajwanie.
Na kontynencie postrzegany jest jako chiński nacjonalista, polityk protosocjalistyczny i prekursor rewolucji. Jego nazwisko jest wymienione w preambule do Konstytucji Chińskiej Republiki Ludowej. W ostatnich latach kierownictwo Komunistycznej Partii Chin coraz bardziej powołuje się na Suna. Częściowo spowodowane jest to polityką wzmacniania chińskiego nacjonalizmu, a częściowo w celu większej integracji ze zwolennikami tajwańskiego Kuomintangu. Mauzoleum Suna było pierwszym miejscem, które odwiedzili politycy tajwańskiej centroprawicowej Partii Najpierw Naród, którzy w 2005 roku złożyli wizytę w Chinach. Ogromny portret Suna jest wywieszany na Placu Niebiańskiego Spokoju z okazji Święta Pracy i rocznicy utworzenia ChRL.
Na Tajwanie określany jest jako Ojciec Republiki Chińskiej i Ojciec Narodu. Portrety Suna znajdują się w tajwańskich szkołach publicznych, na monetach i banknotach oraz w urzędach. W Republice Chińskiej po śmierci Suna i Czang Kaj-szeka wytworzył się swoisty kult tych postaci. Oprócz komunistów i nacjonalistów Sun był otaczany swoistą czcią także i przez muzułmanów. W trakcie uroczystości państwowych w prowincji Qinghai zarządzanej przez muzułmańską Kilkę Ma przywódca prowincji Ma Bufang i imamowie kłaniali się portretowi Suna, a w trakcie tybetańskich i mongolskich ceremonii religijnych nad jeziorem Kuku-nor uroczyście wysłuchiwano hymnu narodowego Republiki. Konstytucja Kuomintangu do tej pory określa Suna jako przewodniczącego partii. Od czasu jego śmierci rzeczywistą władzę posiadał Dyrektor Generalny (1927–1975), a następnie przewodniczący (od 1975).

## Rodzina
Sun Jat-Sen był synem Suna Dachenga i Yang. W chwili urodzin Jat-sena, jego ojciec miał 53 lata, a jego matka 38 lat. Zanim się urodził, w wieku czterech lat zmarła jego młodsza siostra, a w wieku sześciu lat zmarł brat Sun Deyou. Starszym bratem Jat-sena był Sun Dezhang. Miał dwie siostry – starszą Sun Miaoxi i młodszą Sun Qiuqi.
W wieku 20 lat Jat-sen ożenił się z Lu Muzhen, a małżeństwo zostało zaaranżowane przez jego rodziców. Lu urodziła mu syna Sun Fo i dwie córki – Sun Jinyuan i Sun Jinwan. Jego kolejną żoną była Song Qingling, pobrali się 25 października 1915 roku w Japonii, choć Sun formalnie nie rozwiódł się z pierwszą żoną. Ojciec Song, Charles, odgrywał dużą rolę w decyzjach politycznych Suna.
Prawnukiem Suna był Leland Sun, który spędził 37 lat w Hollywood, gdzie pracował jako aktor i kaskader.
Sun był ojcem chrzestnym amerykańskiego pisarza i poety Cordwainera Smitha.

## Pisownia imienia
Polska pisownia imienia Sun Jat-sena pochodzi od kantońskiej wymowy (Sun Yat-sen) pseudonimu Suna 孫逸仙, który w mandaryńskim wymawiany jest jako Sūn Yìxiān. Forma ta przyjęła się na zachodzie i jest praktycznie nieużywana w Chinach, gdzie Sun Jat-sen znany jest pod imieniem 孫中山 (Sūn Zhōngshān).

## Upamiętnienie

### W Azji

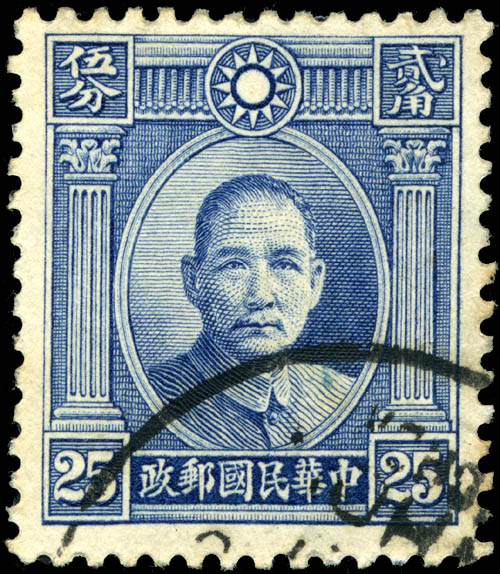
Znaczek pocztowy przedstawiający Suna (1931)

W większości dużych chińskich miast jedna z głównych ulic nosi imię Zhongshan Lu (中山路). Także w Indiach istnieje spora liczba ulic nazwanych imieniem Suna.
Istnieją liczne parki czy szkoły nazwane jego imieniem. Rodzinne miasto Suna w Guangdong, Xiangshan, na jego cześć zostało przemianowane na Zhongshan. Pamięci Suna poświęcona jest pekińska Świątynia Lazurowych Obłoków. Na przestrzeni lat wydawana była seria znaczków pocztowych przedstawiających wizerunek Suna.
Jego imię noszą uniwersytety w Guangzhou (Uniwersytet im. Sun Jat-sena) i w Kaohsiungu (Narodowy Uniwersytet im. Sun Jat-sena). Muzea mu poświęcone znajdują się m.in. w Nankinie, Hongkongu i Singapurze.
Tajwański Chiński Renesans Kulturowy (odpowiedź Tajwanu na rewolucję kulturalną) rozpoczął się w 1966 roku w dniu 12 listopada – dniu urodzin Suna.
Dom Suna w Singapurze, Wan Qing Yuan, w 2001 roku został przemianowany na Sun Yat Sen Nanyang Memorial Hall i pozostaje otwarty jako miejsce pamięci chińskiego przywódcy. 20 listopada 2010 roku w Penangu otwarto szlak dziedzictwa Suna.
Błędnie wydane świadectwo urodzenia Suna, według którego urodził się on na terenie Hawajów, było wystawione na widok publiczny w Amerykańskim Instytucie Tajwanu z okazji Dnia Niepodległości USA w 2011 roku.

### Poza Azją
W Markham w Kanadzie znajduje się ulica Sun Yat Sen Avenue. W Vancouver znajduje się Dr Sun Yat-Sen Classical Garden. Ogród ten jest największym ogrodem utrzymanym w klasycystycznym stylu chińskim poza Azją. W Parku Riverdale w Toronto znaleźć można jego pomnik.
W Chinatown w Honolulu znajduje się Dr Sun Yat-sen Memorial Park, pomnik generalissimusa znajduje się też na placu St. Mary’s Square w chińskiej dzielnicy San Francisco. W Sacramento w Kalifornii znajduje się pomnik Suna wzniesiony przez Chińskie Stowarzyszenie Dobroczynne Sacramento.
W 1993 z inicjatywy wnuczki prezydenta, Lily Sun, w bibliotece na college’u Kapi’olani powstała wystawa Sun Yat-sen Asian collection. W październiku i listopadzie każdego roku pokazywana jest cała kolekcja. W 1997 roku Hawajska Fundacja im. dr Sun Jat-sena utworzyła wirtualną bibliotekę.
Imię Sun Jat-sena nosił działający w latach 1925–1930 uniwersytet w Moskwie stanowiący szkołę kadr Kuomintangu i KPCh.
Pod koniec 2011 roku Chińskie Towarzystwo Młodzieżowe Melbourne z okazji setnej rocznicy utworzenia Republiki Chińskiej odsłoniło w chińskiej dzielnicy pomnik ku pamięci prezydenta. Pomnik stoi w miejscu, w którym kończą się obchody chińskiego nowego roku.
W 2006 roku misja Mars Exploration Rover działająca w ramach NASA nazwała jedno ze zbadanych na Marsie wzgórz „Zhongshan”.

## W popkulturze
W 2011 roku powstała chińska opera Dr. Sun Jat-sen. Opera utrzymana została w stylu oper zachodnich. Operę napisał nowojorski kompozytor Huang Ruo. Huang urodził się w Chinach, jest absolwentem Oberlin College’s Conservatory i Juilliard School. Libretto do opery napisał współpracownik Davida Henry’ego Hwanga, Candace Mui-ngam Chong. Premiera opery miała miejsce w 2011 roku w Hongkongu. Premierę północnoamerykańską zaplanowano na 26 lipca 2014 roku, ma się ona odbyć w operze Santa Fa.
Jego życie przedstawione zostało w filmach takich jak Siostry Song (The Soong Sisters) i Droga do świtu (Road to Dawn). W fabularnym obrazie Strażnicy i zabójcy ukazano kulisy zamachu na jego życie w 1905 roku. Z kolei w filmie Dawno temu w Chinach 2 przedstawiona została walka Suna o obalenie dynastii Qing. W 2003 roku ukazał się serial Towards the Republic, w którym rolę Suna zagrał Wang Bing.
W setną rocznicę rewolucji Xinhai ukazał się film Xinhai geming w reżyserii Jackiego Chana. Rolę Suna odegrał Winston Chao.
W 2010 roku powstało przedstawienie teatralne Żółty kwiat na stokach (斜路黄花). W 2011 roku powstała grupa mandopopowa o nazwie „Zhongsan Road 100” (中山路100號). Grupa nagrała piosenkę „Nasz ojciec narodu" (我们国父), poświęconą Sunowi.